# Granowo (Grande-Pologne)
Pour les articles homonymes, voir Granowo.
Granowo (prononciation : [ɡraˈnɔvɔ]) est un village de Pologne, situé dans la voïvodie de Grande-Pologne. Elle est le chef-lieu de la gmina de Granowo, dans le powiat de Grodzisk Wielkopolski.
Il se situe à 12 kilomètres à l'est de Grodzisk Wielkopolski (siège du powiat) et à 33 kilomètres au sud-ouest de Poznań (capitale régionale).

## Histoire
De 1793 à 1918, Granowo fait partie de l'arrondissement de Kosten jusqu'en 1818 puis de l'arrondissement de Buk jusqu'en 1887 puis de l'arrondissement de Grätz dans le district de Posen au sein de la province de Posnanie.
De 1975 à 1998, Granowo faisait partie du territoire de la voïvodie de Poznań.

Depuis 1999, le village fait partie du territoire de la voïvodie de Grande-Pologne.